# DC Roblesplein
Het DC Roblesplein, ook wel DC Roblesplantsoen of -park, is een park met speeltuin in Nieuw-Nickerie, Suriname. Het ligt tussen de Waterloostraat en G.G. Maynardstraat, waar deze overgaat in Fredericiweg. DC Robles verwijst naar districtscommissaris E.A. Robles.
Hier staat sinds 1963 onder meer het 1 juli-monument dat herinnert aan de afschaffing van de slavernij. In de volksmond wordt het park daardoor ook wel het Plein 1 juli 1863 genoemd. In 2008 protesteerden twee stichtingen, voor Gevallen Helden in 1902 (STNGH1902) en voor Hindoestaanse Immigratie (SHI), met een open brief aan president Ronald Venetiaan, omdat gedacht werd dat dc Bhagwatpersad Shankar de naam had gewijzigd in DC Roblesplein. Dit was echter niet juist omdat het park al sinds de aanleg was vernoemd naar de toenmalige dc Robles. Jaarlijks vormt het park vaak het startpunt van de optocht tijdens Ketikoti.
Na het bezoek van president Chan Santokhi in januari 2023 financierde India meerdere projecten in Suriname, waaronder de renovatie van het DC Roblesplein. Tijdens de renovatie in mei 2024 werden allerlei speeltoestellen voor kinderen opgebouwd door vrijwilligers, bedrijven en organisaties. In het park staat ook een grote oude Waringinboom.